# Figino Serenza
Figino Serenza – miejscowość i gmina we Włoszech, w regionie Lombardia, w prowincji Como.
Według danych na rok 2004 gminę zamieszkuje 4636 osób, 1159 os./km².
W miasteczku urodził się włoski koszykarz Pierluigi Marzorati.